# Тук, Уильям (1777)
Уильям Тук (англ. William Tooke; 1777—1863) — английский юрист и политик, президент Королевского общества искусств в 1862 году.

## Биография
Родился 22 ноября 1777 года в Санкт-Петербурге, в семье историка Уильяма Тука; его старшим братом был английский учёный Томас Тук.
Уильям приехал в Англию в 1792 году и был назначен адвокатом Уильяма Девона (William Devon) в Грейс-Инн, с которым вступил в партнёрские отношения в 1798 году. Впоследствии Тук много лет сотрудничал с Чарльзом Паркером (Charles Parker), а затем работал в компании Tooke, Son & Hallowes. В 1825 году он принял видное участие в формировании St. Katharine’s Docks, затем был лондонским агентом Джорджа Баркера, солиситором железной дороги London and Birmingham Railway.
Уильям Тук наряду с профессиональной, занимался общественной деятельностью. Участвовал в создании Университетского колледжа Лондона на Гауэр-стрит и стал одним из его первых членов совета (19 декабря 1823 года), а также работал казначеем до марта 1841 года. Он работал на общественных началах в Королевском литературном обществе, был активным членом совета общества и одним из главных пропагандистов Томаса Райта в Biographia Britannica Literaria. В 1826 году вместе с Генри Брумом, Джорджем Биркбеком, Джорджем Гротом и другими он принял участие в формировании общества Society for the Diffusion of Useful Knowledge.
Тук был избран членом Королевского общества 12 марта 1818 года. Был одним из ведущих членов Королевского общества искусств и в 1862 году был избран президентом этого общества. С 1824 года он был почетным секретарем, а с 1840 года — одним из трех казначеев фонда общества Royal Literary Fund Society.
Он участвовал и в политической жизни страны. На всеобщих выборах 1830 года вместе со своим другом сэром Джоном Лаббоком безуспешно оспаривал место в Палате общин Англии от избирательного округа Труро. А после закона о реформе 1832 года он был избран 15 декабря 1832 года и представлял округ до июля 1837 года. Участвовал в пяти заседаниях парламента.
Уильям Тук умер в Лондоне 20 сентября 1863 года и был похоронен на кладбище Кенсал-Грин.

### Семья
В 1807 году Тук женился на Amelia Shaen (ум. 1848), младшей дочери Samuel Shaen из графства Эссекс. В семье родились: сын Arthur William Tooke и две дочери.